# Hida (Gifu)
Hida (jap. 飛騨市 Hida-shi) – miasto w prefekturze Gifu, na wyspie Honsiu (Honshū), w Japonii.

## Położenie
Miasto leży w północnej części prefektury Gifu. Graniczy od południa z Takayamą w prefekturze Gifu, a od północy z Nanto i Toyamą w prefekturze Toyama. Otaczają je wysokie na 3000 metrów góry pasma Hida (inaczej: Północne Alpy Japońskie).

## Opis
Mieszkańcy miasta pielęgnują odrębną kulturę, różniącą się od wielu części Japonii. Przez setki lat obszar ten był odizolowany, a dostęp do niego był możliwy jedynie przez przełęcze wysokogórskie.
Obszar Hida, znany z zimnego klimatu w miesiącach zimowych, stworzył dogodne środowisko do produkcji smacznych warzyw, owoców i ryżu. Sake z miejscowej wody źródlanej jest również uważane za przysmak.
Ze względu na obfite zasoby leśne miasto i jego otoczenie były znane ze swoich cieśli i stolarzy. Poczynając już od okresu Nara (710–784) udawali się oni do dużych miast, aby budować pałace, świątynie i chramy. Powracając do siebie przywozili nowe zwyczaje, kulturę i wiedzę wykorzystywane z pożytkiem dla tworzenia własnej kultury w Hida. 

## Galeria

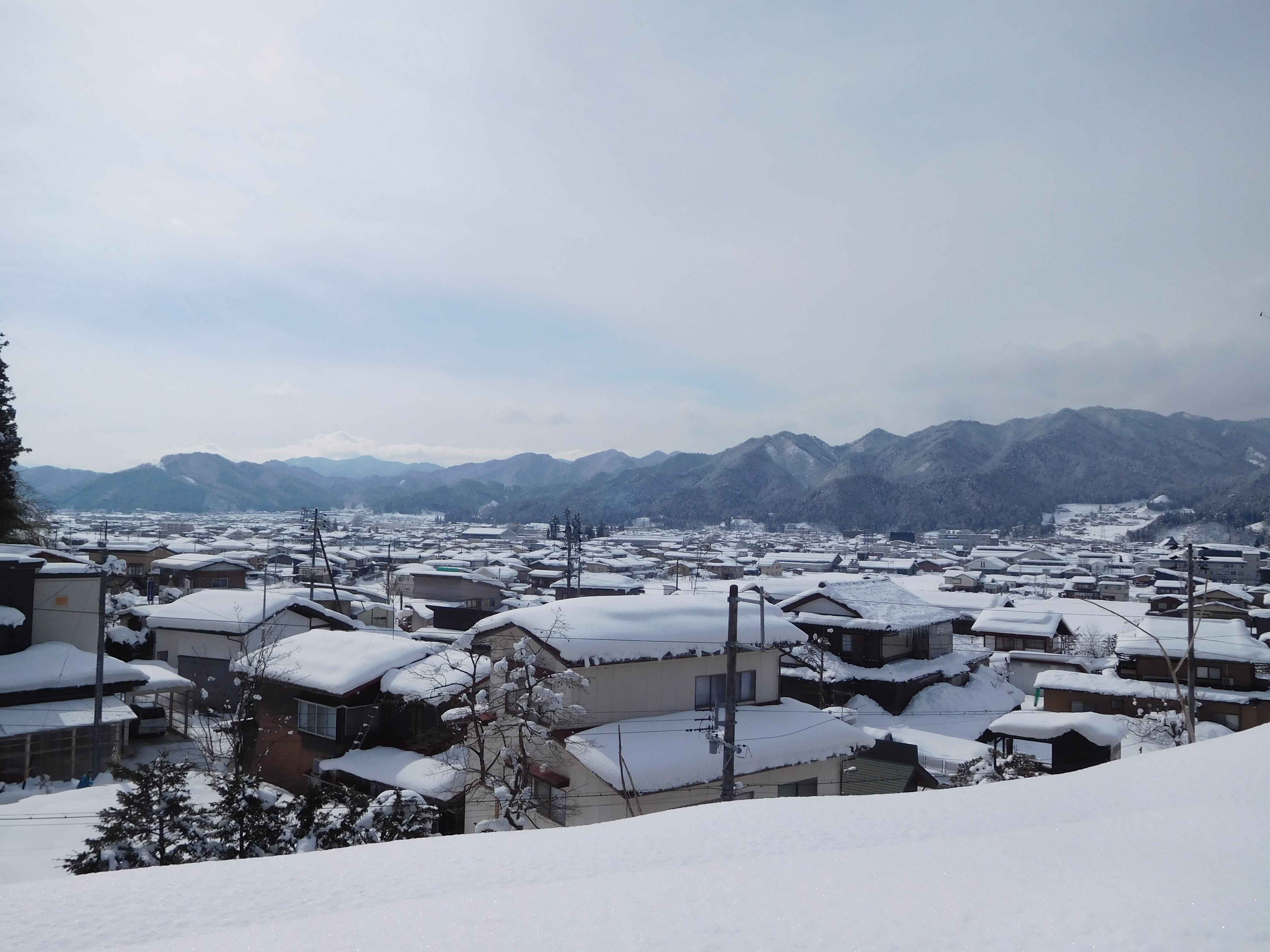
Panorama miasta zimą
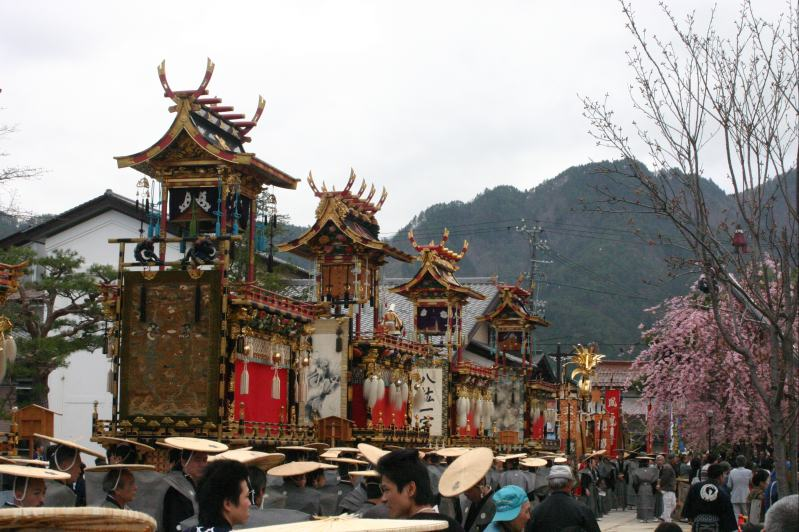
Festiwal Furukawa
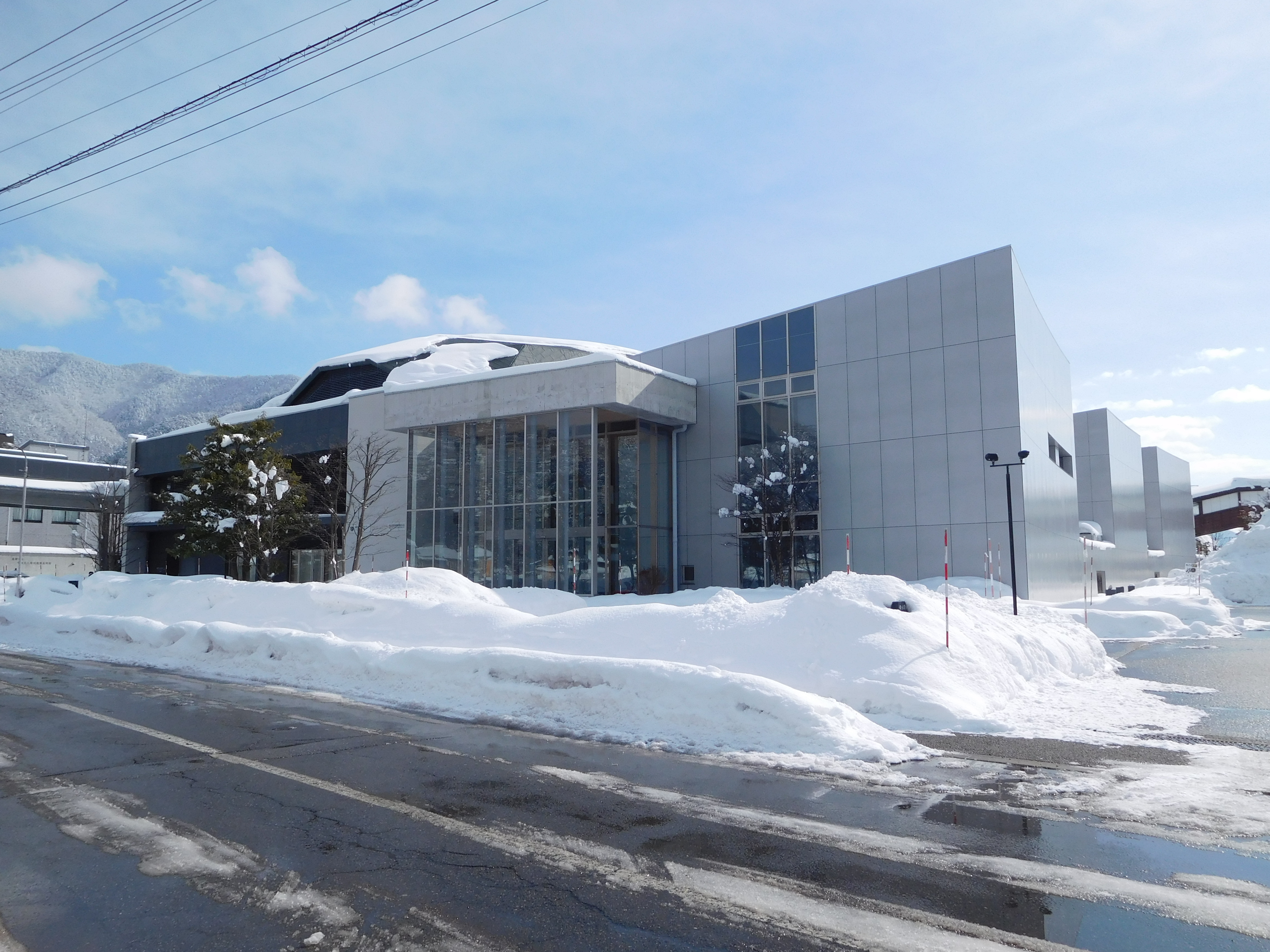
Miejskie centrum kultury
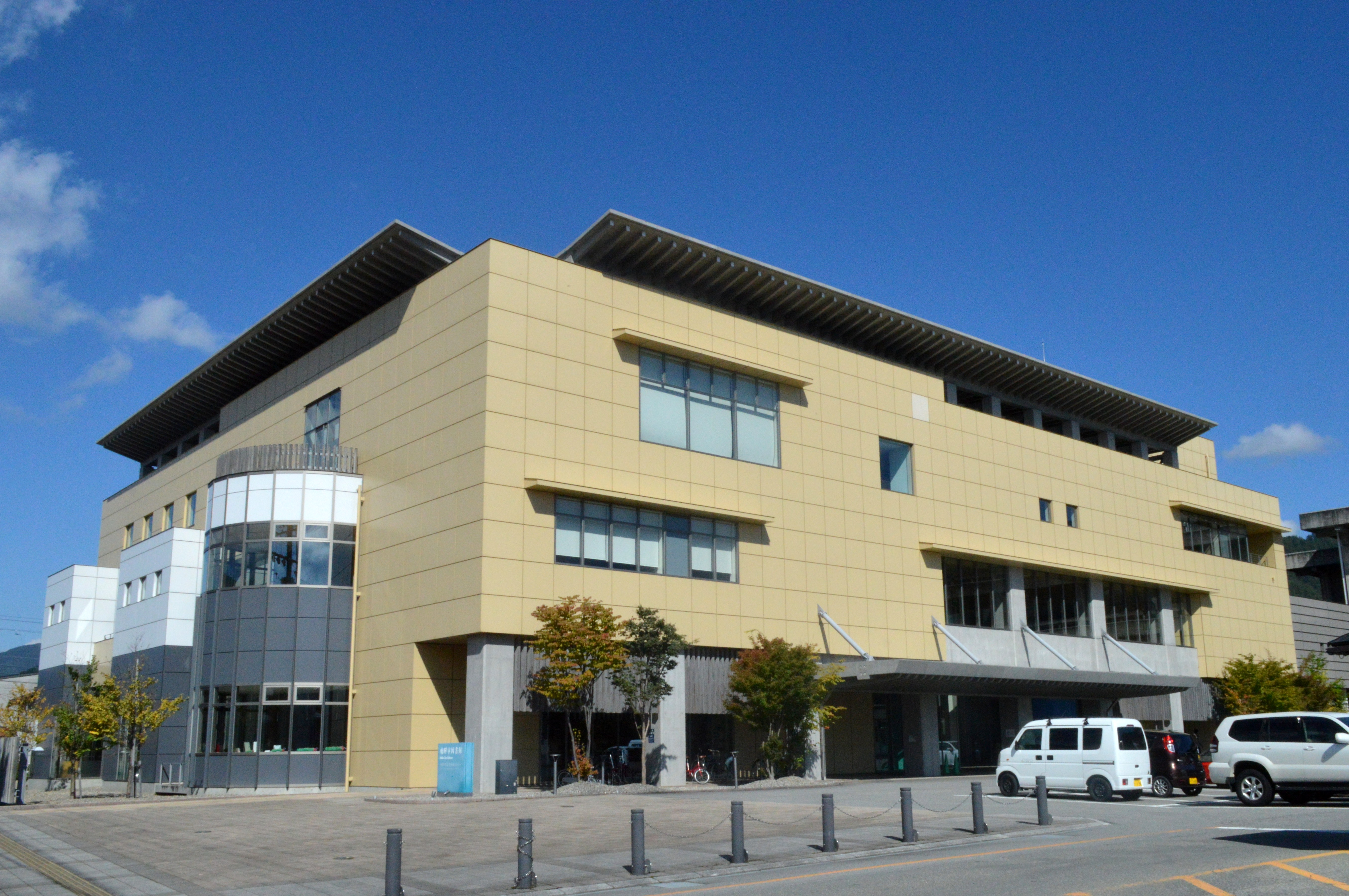
Miejska biblioteka[a]